# Thamnophilus bernardi
El batará collarejo (en Ecuador) o batará acollarado (en Perú) (Thamnophilus bernardi), es una especie de ave paseriforme de la familia Thamnophilidae perteneciente al numeroso género Thamnophilus. Algunos autores sostienen que la presente se divide en dos especies. Es nativa del noroeste de América del Sur.

## Distribución y hábitat
Se distribuye de forma disjunta, desde el centro oeste de Ecuador, hacia el sur hasta el centro oeste de Perú; y en el centro norte de Perú.
Esta especie es considerada común en su hábitat natural: el sotobosque de bosques caducifolios, crecimientos secundarios y matorrales desérticos, principalmente abajo de los 1500 m de altitud.

## Sistemática

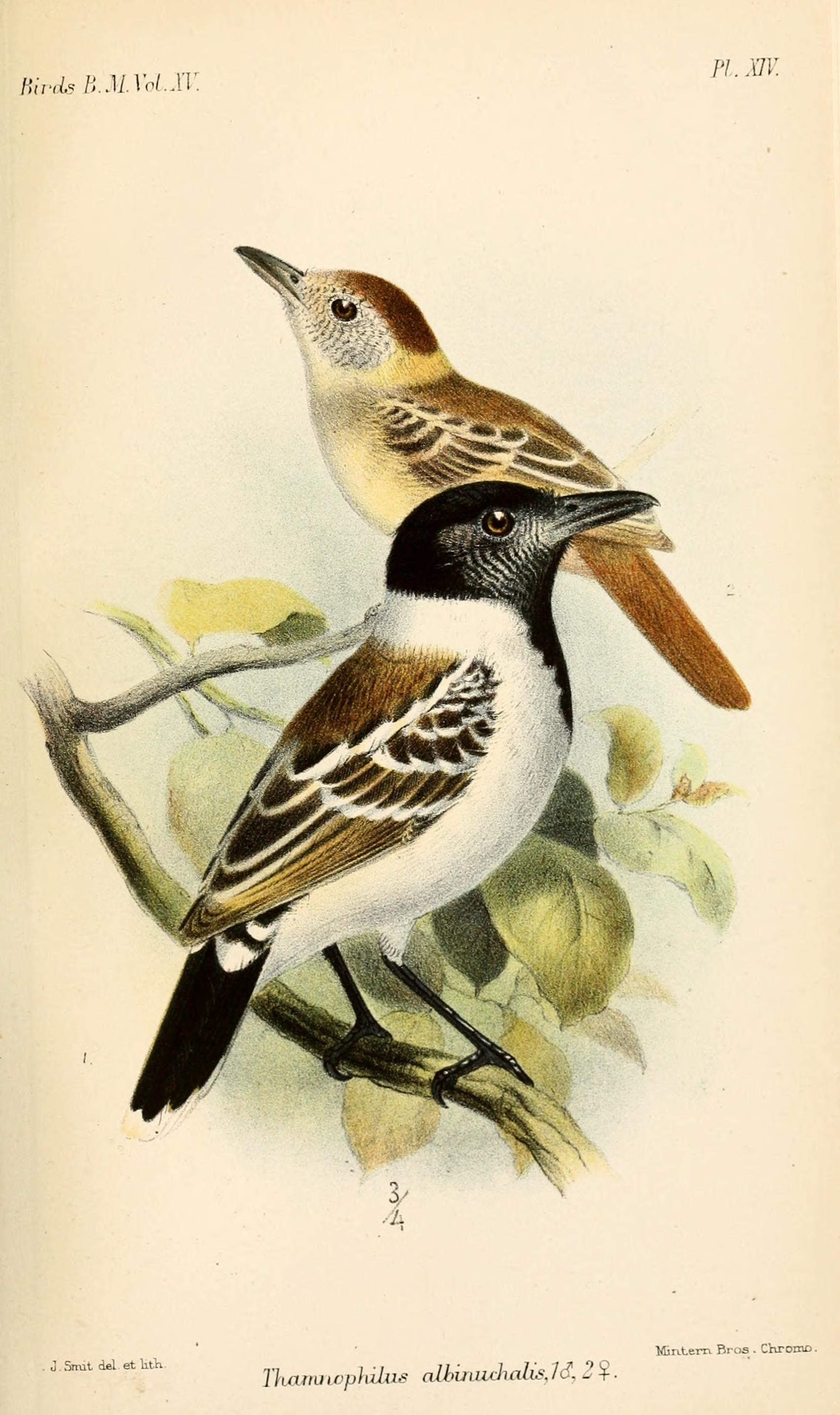
Thamnophilus albinuchalis = Thamnophilus bernardi, macho (adelante), hembra (atrás), ilustración de Smit en Catalogue of the Birds in the British Museum, 1890.

### Descripción original
La especie T. bernardi fue descrita por primera vez por el naturalista francés René Primevère Lesson en 1844 bajo el nombre científico Tamnophilus (error) Bernardi ; la localidad tipo es: «Guayaquil, Guayas, Ecuador».

### Etimología
El nombre genérico «Thamnophilus» se compone de las palabras del griego «θαμνος thamnos»: arbusto y «φιλος philos»: que ama, que adora; significando «que ama arbustos»; y el nombre de la especie «bernardi», homenajea al colector y marino francés capitán Bernard.

### Taxonomía
La presente especie, junto con Thamnophilus melanonotus y T. melanothorax, ya fue situada en el género Sakesphorus, pero fueron transferidas al género Thamnophilus de acuerdo con los estudios de filogenia molecular de Brumfield & Edwards 2007, que confirmaron que Sakesphorus era polifilético, lo que fue reconocido por el Comité de Clasificación de Sudamérica (SACC) mediante la aprobación de la propuesta N° 278.
Es pariente próxima a Thamnophilus atrinucha y T. bridgesi.
Algunos autores consideran a la subespecie T. bernardi shumbae como la especie plena batará del Marañon (Thamnophilus shumbae) sobre la base de diferencias morfológicas y de vocalización, pero esto no es reconocido por las principales clasificaciones.

### Subespecies
Según la clasificación del Congreso Ornitológico Internacional (IOC) (Versión 7.2, 2017) y Clements Checklist v.2016, se reconocen 2 subespecies, con su correspondiente distribución geográfica:
- Thamnophilus bernardi bernardi Lesson, 1844 - centro oeste y suroeste de Ecuador (Manabí, Guayas incluyendo la isla Puná, El Oro, Loja) y noroeste y centro oeste de Perú (pendiente del Pacífico en Tumbes y Piura hacia el sur hasta Áncash).

- Thamnophilus bernardi shumbae (Carriker, 1934) - centro norte de Perú (cuenca del bajo río Marañón en el valle de Chinchipe en el este de Cajamarca y oeste de Amazonas).

Las subespecies descritas cajamarcae (Hellmayr, 1917) (de Cajamarca) y piurae Chapman, 1923 (de Piura) se consideran no diagnosticables.